# Mascate Club
Maillots
Actualités

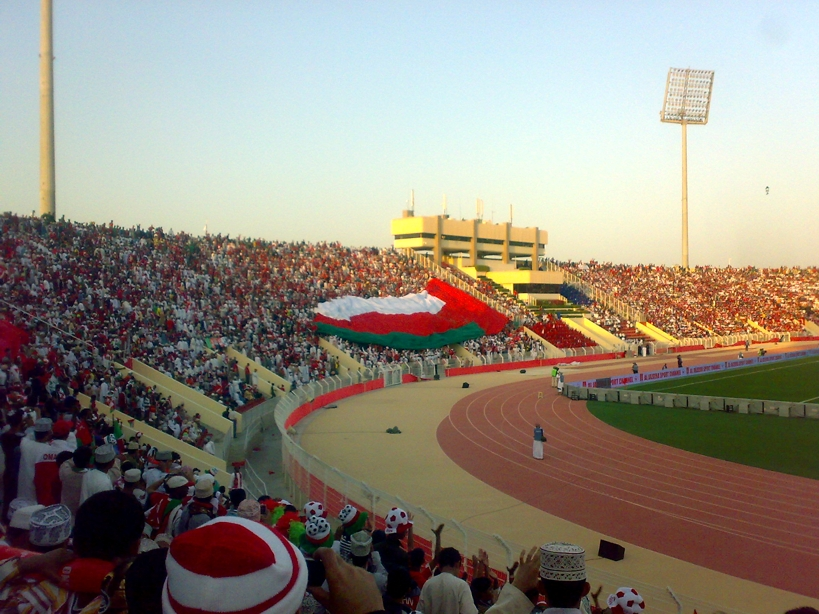
photo du Mascate Club

Le Mascate Club (en arabe : نادي مسقط) est un club omani de football fondé en 2003 et basé à Mascate, capitale du pays.

## Historique
Le club naît en 2003 de la fusion entre les formations d'Al-Bustan et de Ruwi Club, qui vient de réaliser le doublé Coupe-championnat au moment de la fondation du nouveau club. La première saison du club, disputée paradoxalement en tant que champion en titre, voit Mascate Club terminer à la 2e place du classement et atteindre la finale de la Coupe d'Oman. À noter que le club aurait pu remporter un deuxième titre consécutif puisqu'il termine à un seul point derrière Al Nasr Salalah après avoir été sanctionné par la fédération pour avoir aligné à deux reprises un joueur non-qualifié. En 2004-2005, c'est toujours sur le podium, à la troisième place, que le club achève sa saison. La saison 2005-2006 se termine sur le titre de champion, devançant Al Nahda Club. C'est à ce jour le dernier titre remporté par le club.
Le club connaît une période de résultats moins convaincants lors des saisons suivantes et doit disputer le barrage de promotion-relégation à l'issue de la saison 2010-2011, à la suite de sa 10e place au classement final. Malheureusement pour le club de la capitale, l'issue de ce barrage est dramatique avec une défaite, synonyme de relégation face au Fanja Club, pensionnaire de deuxième division (0-1, 2-1). Le club est depuis lors engagé en deuxième division omanie.
Au niveau international, les bons résultats du club durant les années 2000 lui ont permis de participer à des compétitions continentales. En 2004, le club découvre la Ligue des champions arabes avec une élimination dès le premier tour face aux Tunisiens du CA Bizerte (1-1, 1-3). Le titre de 2006 permet à Mascate Club de prendre part à la Coupe de l'AFC 2007, qu'il termine à la 3e place de son groupe, derrière le club libanais de Nejmeh SC et les Jordaniens de Shabab Al-Ordon Club. 
De plus, Mascate Club a participé à trois reprises à la compétition régionale dans le Golfe, la Coupe du golfe des clubs champions, sans obtenir de résultats probants.

## Palmarès
| \| - Championnat d'Oman (3) : - Vainqueur : 1977-78[2], 2002-03 et 2005-06. - Vice-champion : 2003-04, 2008-09. - Coupe d'Oman (1) : - Vainqueur : 2003[2]. - Finaliste : 2004 et 2007. \| \| - Supercoupe d'Oman (2) : - Vainqueur : 2004 et 2005. \| |  |                                                       |
| - Championnat d'Oman (3) : - Vainqueur : 1977-78, 2002-03 et 2005-06. - Vice-champion : 2003-04, 2008-09. - Coupe d'Oman (1) : - Vainqueur : 2003. - Finaliste : 2004 et 2007.                                                                         |  | - Supercoupe d'Oman (2) : - Vainqueur : 2004 et 2005. |

## Grands joueurs
- James Joseph